# Stéphanie Cano
Stéphanie Cano (* 17. April 1974 in Bordeaux, Frankreich) ist eine ehemalige französische Handballspielerin, die dem Kader der französischen Nationalmannschaft angehörte.

## Karriere

### Im Verein
Cano spielte zwischen 1989 und 1991 im Jugendbereich des Vereins Léognan Handball. Anschließend schloss sich die Linkshänderin dem Verein Mérignac Handball an, mit deren Damenmannschaft sie in der höchsten und zweithöchsten Spielklasse auflief. In der Spielzeit 2002/03 stand die Außenspielerin beim spanischen Erstligisten El Osito L’Eliana unter Vertrag, mit dem sie im Finale der EHF Champions League stand. In der darauffolgenden Spielzeit ging Cano für den dänischen Erstligisten Slagelse FH auf Torejagd, mit dem sie im Jahr 2004 die EHF Champions League gewann. Nachdem Cano in der Saison 2004/05 nochmals in Spanien für den Verein Elda Prestigio gespielt hatte, kehrte sie nach Frankreich zurück und lief bis zum Jahr 2010 für CA Bèglais auf.

### In der Nationalmannschaft
Stéphanie Cano bestritt am 7. September 1993 ihr Länderspieldebüt für die französische Nationalmannschaft gegen die schwedische Auswahl. Mit Frankreich gewann sie die Silbermedaille bei der Weltmeisterschaft 1999, die Goldmedaille bei den Mittelmeerspielen 2001, die Bronzemedaille bei der Europameisterschaft 2002, die Goldmedaille bei der Weltmeisterschaft 2003 und die Bronzemedaille bei der Europameisterschaft 2006. Weiterhin nahm sie mit der französischen Auswahl an den Olympischen Spielen 2000, an den Olympischen Spielen 2004 und an den Olympischen Spielen 2008 teil. Bei der EM 2002 wurde sie in das All-Star-Team berufen.